# Bomarea pseudopurpurea
Bomarea pseudopurpurea är en alströmeriaväxtart som beskrevs av Hofreiter och E.Rodr. Bomarea pseudopurpurea ingår i släktet Bomarea och familjen alströmeriaväxter. Inga underarter finns listade i Catalogue of Life.